# 塞巴斯蒂亚诺·扎内蒂
塞巴斯蒂亚诺·扎内蒂（義大利語：Sebastiano Zanetti，20世纪—），意大利男子赛艇运动员。他曾代表意大利参加1987年世界赛艇锦标赛，获得男子轻量级八人单桨有舵手金牌。